# Główna (Pobiedziska)
Główna – osiedle położone w północnej części Pobiedzisk, znajduje się po północnej stronie linii kolejowej Poznań - Toruń. Północno-zachodnią granicę osiedla i miasta stanowi rzeka Główna, od północy graniczy z wsią Główna.